# Marie von Edinburgh

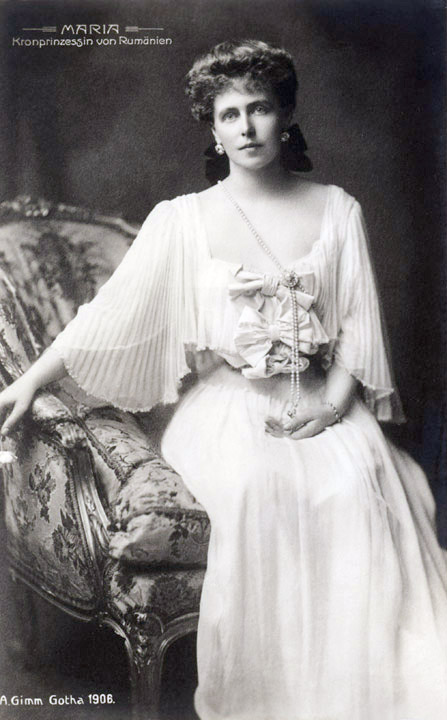
Maria von Rumänien (1906)

Prinzessin Marie Alexandra Victoria von Edinburgh, genannt Missy, VA (* 29. Oktober 1875 in Eastwell Park, Kent, England; † 18. Juli 1938 in Sinaia, Rumänien) war ein Mitglied des Hauses Sachsen-Coburg und Gotha und als Ehefrau von Ferdinand von Hohenzollern-Sigmaringen Königin von Rumänien.

## Herkunft und Familie
Sie war die älteste Tochter von Alfred von Edinburgh, späterer Herzog von Sachsen-Coburg und Gotha, dem zweitältesten Sohn Königin Victorias, und Marija Alexandrowna Romanowa, Tochter von Zar Alexander II. von Russland. Ihr Vater war bei der Royal Navy, sodass sie einen großen Teil ihrer Jugend im Ausland, vor allem auf Malta, verbrachte.

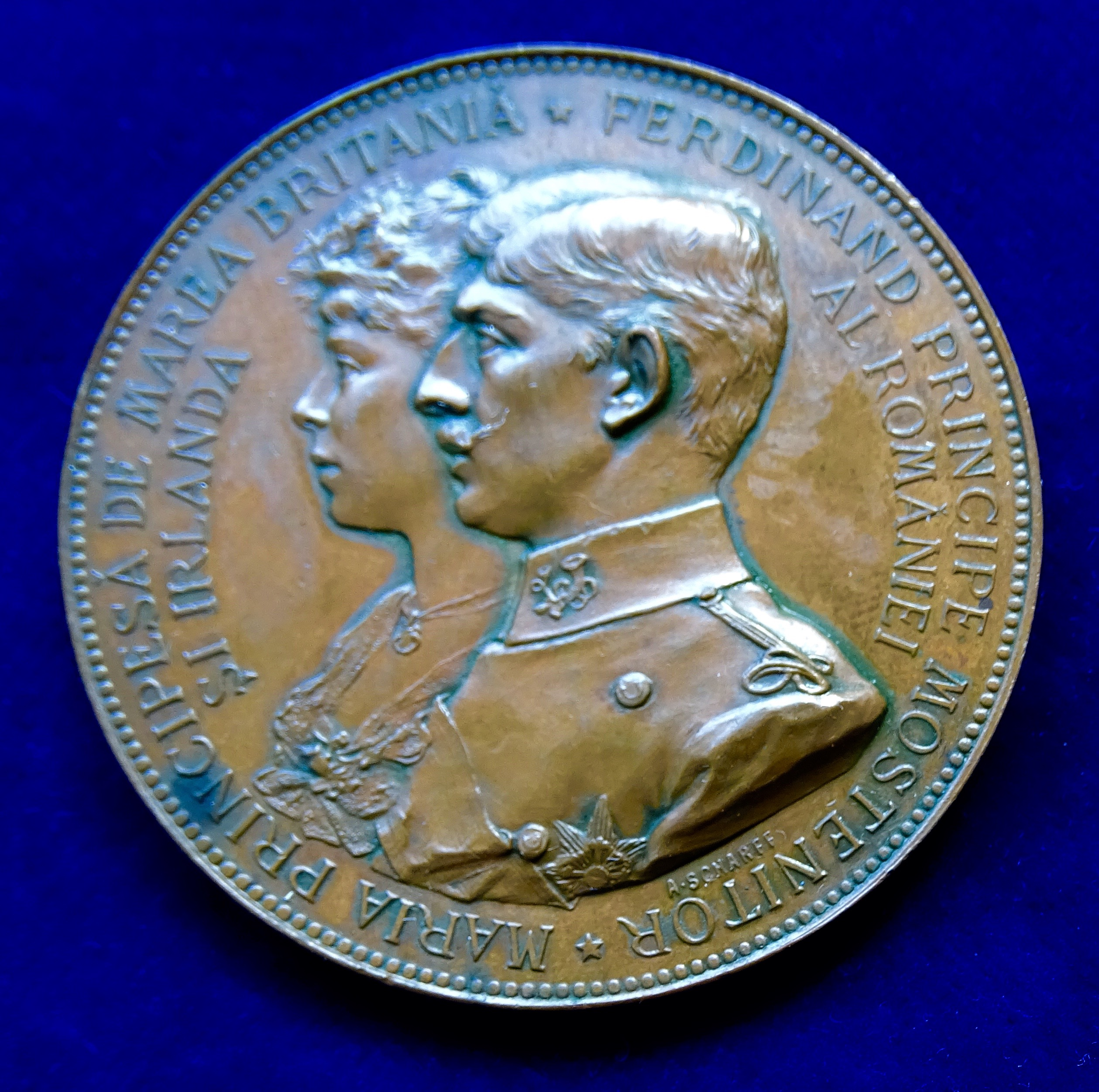
Hochzeitsmedaille von Anton Scharff. Vorderseite.

In Adelskreisen galt die Enkelin der britischen Königin und des russischen Zaren als eine „gute Partie“. Als ihr Cousin, der spätere König Georg V., um ihre Hand anhielt, stimmten sowohl Maries als auch Georgs Vater, der Prince of Wales und spätere König Eduard VII., zu. Maries Mutter hingegen hatte eine tiefe Abneigung gegen das britische Königshaus und sprach sich für einen ausländischen Ehemann für ihre Tochter aus. Am 10. Januar 1893, wenige Monate bevor ihr Vater Herzog von Sachsen-Coburg und Gotha wurde, heiratete Marie Prinz Ferdinand von Rumänien, den Neffen des Königs Karl I. von Rumänien. Aus einem Briefwechsel mit ihrer geheimen Vertrauten, der amerikanischen Tänzerin Loïe Fuller, geht hervor, dass sie eine tiefe Abneigung, ja geradezu Ekel gegen ihren Mann empfand. Dennoch gingen aus der Ehe sechs Kinder hervor.

## Königin

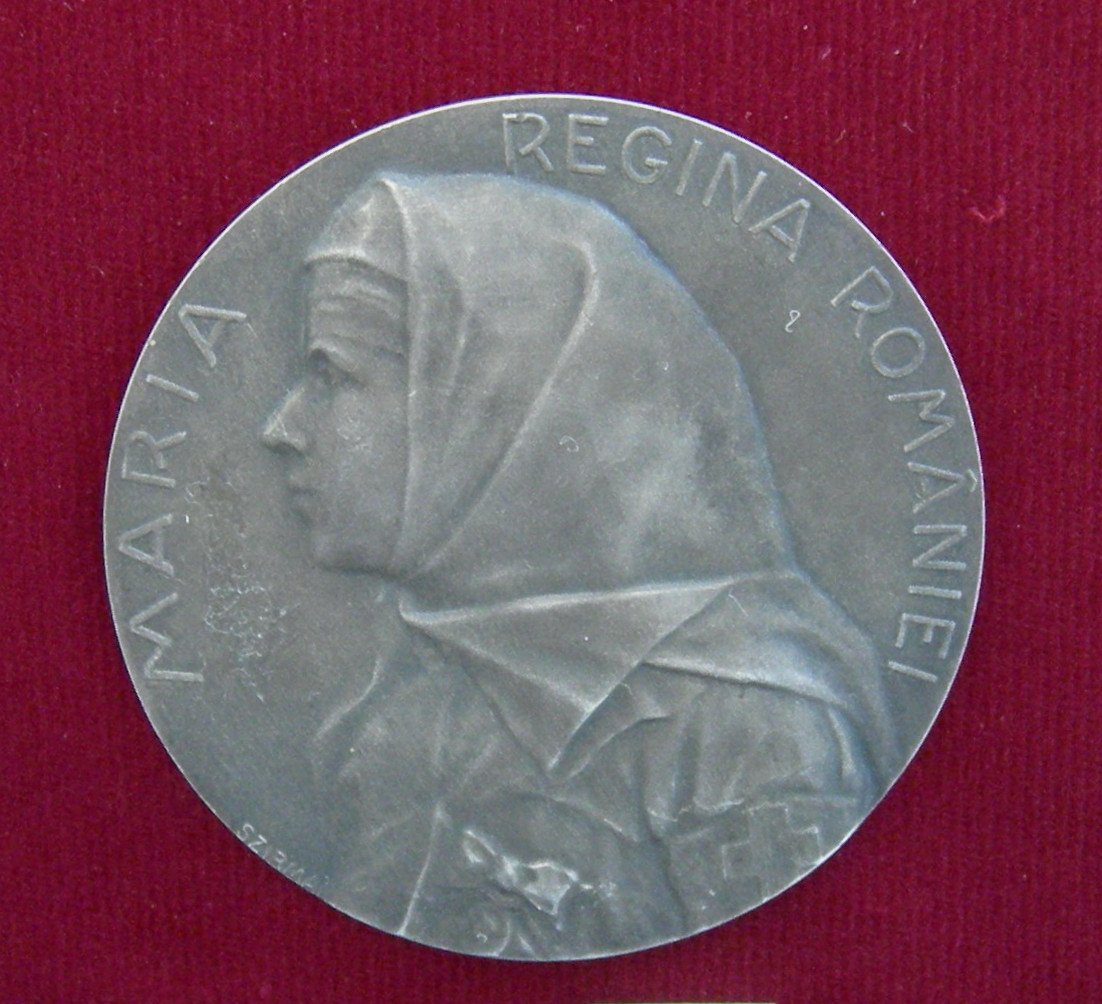
Maria von Rumänien (Medaille)

1914 verstarb König Karl I., Ferdinand bestieg den rumänischen Thron und Kronprinzessin Marie wurde Königin von Rumänien. Wegen des Ersten Weltkriegs fand die offizielle Krönung erst 1922 in der neu erbauten Krönungskathedrale in Alba Iulia statt.
Maria war inzwischen eine wahre Patriotin geworden und hatte einen großen Einfluss auf das politische Geschehen des Landes. Man sagte im Allgemeinen, dass sie das Land regierte und nicht der König, der eher als zurückhaltend und schwach galt. So war es auch sie, die auf Grund ihrer familiären Beziehungen 1916 energisch den Kriegseintritt Rumäniens auf Seiten der Entente betrieb und damit vertragsbrüchig gegenüber den bisherigen Verbündeten Österreich-Ungarn und Deutschland (Mittelmächte) wurde.
Sie meldete sich als freiwillige Rot-Kreuz-Schwester, um den Verwundeten zu helfen. Weiterhin schrieb sie ein Buch mit dem Titel Mein Land, durch dessen Verkauf Fördergelder für das Rote Kreuz beschafft werden sollten. Als Rumänien 1917 schon zur Hälfte von Deutschland besetzt war, entwickelte Maria gemeinsam mit einer Gruppe militärischer Berater einen Plan, nach dem sich rumänische Truppen nicht in Richtung Russland zurückziehen, sondern in ein bestimmtes Gebiet, welches bis zum letzten verteidigt werden sollte. Des Weiteren sorgte sie für die nötige finanzielle Unterstützung aus den Vereinigten Staaten, um diesen Plan umzusetzen.
Als der Krieg vorbei war, bestand Maria darauf, als Vertreterin für ihr Land nach Versailles zu reisen, setzte sich außenpolitisch vehement für die Rechte der Rumänen ein, reiste zu Spendensammlungen in die Vereinigten Staaten, wo sie u. a. die Inbetriebnahme der Consolidated Edison East River Generating Station besuchte und hielt Vorträge vor dem Völkerbund.
Nach Ferdinands Tod im Jahre 1927 blieb Maria in Rumänien, wo sie mehrere Bücher und ihre Memoiren verfasste. Sie starb am 18. Juli 1938 und wurde neben ihrem Mann in der Gruft der Kathedrale von Curtea de Argeș begraben. Ihrem letzten Willen entsprechend wurde ihr Herz in einem Kloster bei dem auf ihre Veranlassung gebauten Schloss Baltschik beigesetzt. Als 1940 die südliche Dobrudscha und mit ihr Baltschik im Rahmen des Vertrags von Craiova an Bulgarien zurückging, wurde das Herz nach Schloss Bran gebracht, welches Anfang des 20. Jahrhunderts ihr Hauptwohnsitz gewesen war und wo noch heute viele von Marias privaten Besitztümern, z. B. Möbel, ausgestellt werden.

## Sonstiges

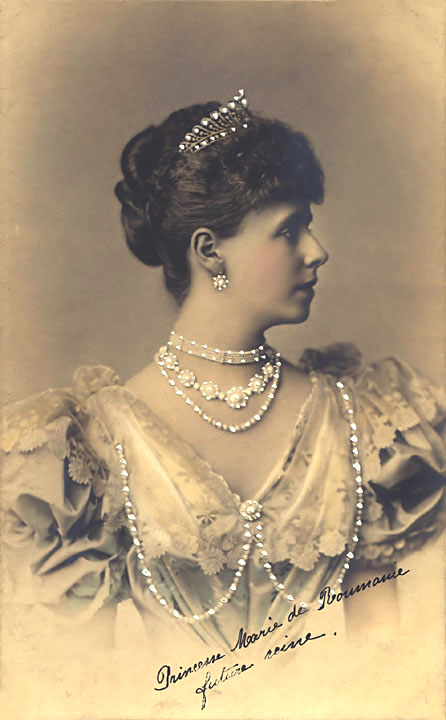
Kronprinzessin Marie von Rumänien, um 1900

Die zwei jüngsten Kinder der Prinzessin, Ileana und Mircea, wurden erst geboren, nachdem Maries späterer Liebhaber Barbu Știrbey in ihr Leben trat. Da Mircea braune Augen hatte – Maries und Ferdinands waren blau –, wird allgemein davon ausgegangen, dass Mircea aus dieser Beziehung stammt. Wer der Vater von Ileana ist, steht hingegen noch zur Diskussion. Aus einem weiteren Brief geht hervor, dass wohl auch Prinzessin Maries biologischer Vater nicht Ferdinand, sondern Großfürst Boris Wladimirowitsch von Russland ist. Bei Karl und Elisabeth kann man hingegen davon ausgehen, dass sie von Ferdinand stammen.
Mit zunehmendem Alter wurde aus der verträumten britischen Prinzessin eine Kämpferin für die Belange des Landes, das sie liebte. Von allen Königinnen ihrer Zeit war Maria von Rumänien sicherlich die schillerndste und wandlungsfähigste. Sie beschäftigte sich ausgiebig mit anderen Kulturen und Religionen. Obwohl sie eigentlich anglikanischen Glaubens war, ist bekannt, dass sie sich auch ausgiebig mit dem orthodoxen Glauben der Rumänen beschäftigt hat. Später brachte ihr die bekannte Journalistin Martha Root den Glauben der Bahai nahe. Dessen Anhänger haben noch heute großen Respekt vor Maria.

## Nachkommen

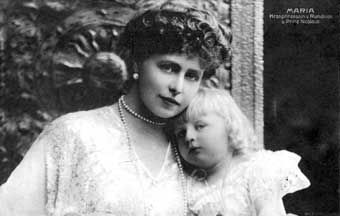
Maria von Rumänien mit ihrem Sohn Nikolaus

Marie von Edinburgh und König Ferdinand von Rumänien hatten sechs Kinder:
- Karl II. (1893–1953), König von Rumänien ⚭ Elena von Griechenland
- Elisabeth (1894–1956) ⚭ König Georg II. von Griechenland
- Maria (1900–1961) ⚭ König Alexander I. von Jugoslawien
- Nikolaus (1903–1978) ⚭ Johanna Lucie Doletti
- Ileana (1909–1991) ⚭ Erzherzog Anton von Österreich-Toskana
- Mircea (1913–1916)

## Monumente
Der moldauische Bildhauer Weaceslaw Jiglițchi errichtete in Chișinău ein Denkmal für Königin Maria von Rumänien (2025).

## Werke (Auswahl)
- "Feindliche Brüder" Erzählung, nach der rumänischen Handschrift deutsch Bearbeitet von Elisabeth weiland Königin von Rumänien (Carmen Sylva), erschienen bei L. Dehmigke's Verlag (R. Appelius) Berlin 1916
- A christmas tale. Edition Graugans, Berlin 2013, ISBN 978-3-944704-09-8 (englisch)
- Vom Wunder der Tränen. Aquamarin Verlag, Grafing 2000, ISBN 3-89427-157-4.
- The story of my life. Cassell, London 1935/36 (3 Bände)
  - Deutsch: Traum und Leben einer Königin. Verlag P. List, Leipzig 1935.